# Shishimora Dorsa
Gli Shishimora Dorsa sono una struttura geologica della superficie di Venere.